# Analfabeten som kunde räkna
Analfabeten som kunde räkna är Jonas Jonassons andra roman efter 2010 års mest sålda svenska bok, Hundraåringen som klev ut genom fönstret och försvann. Romanen utgavs den 25 september 2013.

## Handling
Romanen handlar om Nombeko Mayeki, som bor i Sydafrikas största kåkstad Soweto. Som av en slump kommer hon dock bort från slummen och kastas in i internationell politik, fram tills hon - efter att ha retat upp säkerhetstjänsten - helt plötsligt finner sig själv instängd i en potatisbil. Romanen behandlar fundamentalism och människovärde. Berättelsen är likt debuten "Hundraåringen som klev ut genom fönstret och försvann" mycket osannolik men teoretiskt möjlig. Flera mycket välkända personer och historiska händelser är också, likt i Jonassons föregående bok, inkluderade i handlingen.